# 東京都の資格者配置路線
東京都の資格者配置路線（とうきょうとのしかくしゃはいちろせん）とは、交通誘導警備業務に関し、道路又は交通の状況により、東京都公安委員会が道路における危険を防止するため必要と認める路線である。当該路線で交通誘導警備業務を実施するにあたっては、交通誘導警備業務を実施する場所ごとに、交通誘導警備業務1級検定又は2級検定の合格証明書の交付を受けた警備員を1名以上配置しなければならない。

## 告示・施行
- 2009年5月1日：告示　　東京都公安委員会告示（平成21年5月1日　第169号）
- 2009年11月1日：施行
- 2018年10月1日：16路線を新たに追加

## 路線一覧
|    | 路線名                                                                                               | 区間 |                         |
| -- | --- | --- | ----------------------- |
| 1  | 国道1号                                                                                              | 中央区日本橋一丁目1番先から大田区矢口三丁目16番先（都県境）まで |                         |
| 2  | 国道4号                                                                                              | 中央区日本橋一丁目1番先から足立区西保木間四丁目14番先（都県境）まで |                         |
| 3  | 国道6号                                                                                              | ・中央区日本橋本町四丁目9番先から葛飾区金町三丁目47番先(都県境)まで ・墨田区八広六丁目8番地から葛飾区四つ木一丁目24番先まで                                                                                                |                         |
| 4  | 国道14号                                                                                             | ・中央区東日本橋二丁目26番先から江戸川区篠崎町三丁目11番先(都県境)まで ・ 江戸川区松島一丁目44番先から江戸川区北小岩一丁目21番先(都県境)まで                                                                               |                         |
| 5  | 国道15号                                                                                             | ・中央区日本橋二丁目7番先から大田区仲六郷四丁目30番先（都県境）まで |                         |
| 6  | 国道16号                                                                                             | ・町田市相原町415番地先(都県境)から西多摩郡瑞穂町大字二本木935番地先(都県境)まで ・町田市鶴間七丁目31番先(都県境)から町田市南町田四丁目13番先(都県境)まで ・町田市相原町752番地先(都県境)から八王子市宇津木町789番地先まで |                         |
| 7  | 国道17号                                                                                             | ・中央区日本橋室町四丁目3番先から板橋区舟渡三丁目24番先(都県境)まで ・練馬区北町三丁目13番先から板橋区新河岸三丁目7番先（都県境）まで                                                                                      |                         |
| 8  | 国道20号                                                                                             | ・千代田区霞が関二丁目1番先から八王子市南浅川町4180番地2先(都県境)まで ・八王子市南浅川町2695番地1先から八王子市館町1097番地先まで                                                                                         |                         |
| 9  | 国道122号                                                                                            | 北区王子一丁目10番先から同区岩淵町23番先（都県境）まで |                         |
| 10 | 国道246号                                                                                            | ・千代田区永田町一丁目10番先から世田谷区鎌田一丁目1番先（都県境）まで ・町田市南つくし野二丁目31番先(都県境)から町田市鶴間四丁目19番先(都県境)まで                                                                         |                         |
| 11 | 国道254号                                                                                            | 文京区本郷二丁目40番先から板橋区成増二丁目35番先（都県境）まで |                         |
| 12 | 都道千代田練馬田無及び都道練馬所沢 （目白通り）                                                      | 千代田区九段北一丁目13番先から練馬区谷原六丁目9番先まで |                         |
| 13 | 都道日比谷豊洲埠頭東雲町 （晴海通り）                                                                | ・千代田区有楽町一丁目8番先から江東区東雲二丁目6番先まで ・中央区晴海二丁目5番先から江東区有明二丁目1番先まで | 区間追加                |
| 14 | 都道日本橋芝浦大森 （昭和通り）                                                                      | 港区新橋一丁目7番先から中央区日本橋本町三丁目8番先まで |                         |
| 15 | 都道新宿両国 （靖国通り）                                                                            | 中央区日本橋馬喰町一丁目13番先から新宿区歌舞伎町一丁目30番先まで |                         |
| 16 | 都道東京市川 （新大橋通り）                                                                          | 中央区銀座八丁目21番先から江戸川区江戸川三丁目54番先（都県境）まで |                         |
| 17 | 都道白金台町等々力 （目黒通り）                                                                      | 港区白金台一丁目1番先から世田谷区玉堤二丁目15番先まで |                         |
| 18 | 都道古川橋二子玉川、都道芝新宿王子、国道122号、 都道王子金町江戸川、及び都道王子千住夢の島(明治通り) | 港区南麻布二丁目15番先から江東区夢の島一丁目1番先まで |                         |
| 19 | 都道白山祝田田町 (白山通り)                                                                          | 千代田区一ツ橋一丁目1番先から文京区白山五丁目17番先まで |                         |
| 20 | 都道白山祝田田町線及び都道麹町竹平線（内堀通り）                                                     | ・千代田区皇居外苑1番先から同区大手町一丁目4番先まで ・千代田区麹町一丁目4番先から同区九段南二丁目2番先まで ・千代田区九段南一丁目5番先から同区一ツ橋一丁目1番先まで                                                       | 平成30年10月1日より追加 |
| 21 | 都道環状三号線 （外苑東通り）                                                                        | 港区麻布台二丁目3番先から新宿区早稲田鶴巻町574番地先まで | 平成30年10月1日より追加 |
| 22 | 都道環状七号 (環七通り)                                                                              | 大田区東海二丁目1番先から江戸川区臨海町四丁目3番先まで |                         |
| 23 | 都道環状六号 （八ツ山通り）                                                                          | 品川区北品川四丁目7番先から同区西五反田八丁目3番先まで |                         |
| 24 | 都道環状六号 (山手通り)                                                                              | 品川区東品川一丁目32番先から板橋区板橋二丁目69番先まで |                         |
| 25 | 都道東京丸子横浜線 （中原街道）                                                                      | 品川区五反田七丁目25番先から大田区田園調布一丁目57番先（都県境）まで | 平成30年10月1日より追加 |
| 26 | 都道東京大師横浜 (産業道路)                                                                          | 大田区羽田一丁目1番先から同区本羽田三丁目24番先(都県境)まで |                         |
| 27 | 都道環状八号 (環八通り)                                                                              | 大田区羽田五丁目5番先から北区赤羽三丁目1番先まで |                         |
| 28 | 都道世田谷町田線 （世田谷通り）                                                                      | 世田谷区三軒茶屋二丁目13番先から狛江市元和泉三丁目9番先（都県境）まで | 平成30年10月1日より追加 |
| 29 | 都道淀橋渋谷本町及び都道新宿国立 (方南通り)                                                          | 新宿区西新宿四丁目1番先から杉並区大宮二丁目14番先まで |                         |
| 30 | 都道新宿青梅 (青梅街道)                                                                              | 新宿区西新宿七丁目1番先から青梅市滝ノ上町1266番地先まで | 区間延長                |
| 31 | 都道千代田練馬田無線 （新目白通り）                                                                  | 文京区関口一丁目47番先から新宿区中落合三丁目29番先まで | 平成30年10月1日より追加 |
| 32 | 都道御徒町小岩及び区道 (蔵前橋通り)                                                                  | 文京区湯島二丁目4番先から江戸川区北小岩一丁目19番先まで |                         |
| 33 | 都道永代葛西橋及び都道東京浦安 (葛西橋通り)                                                          | 江東区永代二丁目36番先から江戸川区東葛西三丁目16番先(都県境)まで |                         |
| 34 | 都道立川所沢線 （立川通り）                                                                          | 立川市錦町五丁目18番先から小平市小川町一丁目598番地先まで | 平成30年10月1日より追加 |
| 35 | 都道新宿国立線 （東八道路）                                                                          | 三鷹市北野二丁目3番先から府中市武蔵台一丁目22番地先まで | 区間延長                |
| 36 | 都道日比谷芝浦線 （日比谷通り）                                                                      | 千代田区有楽町一丁目5番先から港区芝五丁目18番先まで | 平成30年10月1日より追加 |
| 37 | 都道秋葉原雑司ヶ谷線 （中央通り）                                                                    | 千代田区外神田一丁目2番先から台東区上野七丁目1番先まで | 平成30年10月1日より追加 |
| 38 | 都道外濠環状線 （外堀通り）                                                                          | 千代田区丸の内一丁目9番先から中央区八重洲二丁目1番先まで | 平成30年10月1日より追加 |
| 39 | 都道古川橋二子玉川 (駒沢通り)                                                                        | 渋谷区広尾一丁目16番先から世田谷区上野毛四丁目33番先まで |                         |
| 40 | 都道赤坂杉並及び都道杉並あきる野 (井ノ頭通り)                                                        | 渋谷区富ヶ谷一丁目12番先から武蔵野市関前五丁目10番先まで |                         |
| 41 | 都道新宿副都心十三号線 （十二社通り）                                                                | 新宿区西新宿三丁目8番先から同所六丁目26番先まで | 平成30年10月1日より追加 |
| 42 | 都道本郷亀戸線 （春日通り）                                                                          | 文京区本郷四丁目1番先から墨田区本所一丁目4番先まで | 平成30年10月1日より追加 |
| 43 | 都道南田中町旭町 (笹目通り)                                                                          | 練馬区南田中四丁目9番先から同区旭町一丁目42番先(都県境)まで |                         |
| 44 | 都道練馬川口 (笹目通り)                                                                              | 板橋区三園二丁目22番先(都県境)から同所2番先まで |                         |
| 45 | 都道蔵前三ノ輪線 （国際通り）                                                                        | 台東区蔵前四丁目13番先から同区三ノ輪一丁目21番先まで | 平成30年10月1日より追加 |
| 46 | 都道本郷亀戸線及び都道上野月島線 （清澄通り）                                                        | 墨田区吾妻橋一丁目6番先から中央区勝どき一丁目7番先まで | 平成30年10月1日より追加 |
| 47 | 都道深川吾嬬町線 （四ツ目通り）                                                                      | 墨田区業平四丁目16番先から江東区東陽三丁目27番先まで | 平成30年10月1日より追加 |
| 48 | 港湾道 （臨港道路）                                                                                  | 港区海岸二丁目7番先から大田区東海三丁目2番先まで | 平成30年10月1日より追加 |